# Gonzalo Bustamante
 Luis Gonzalo Bustamante (Córdoba, Argentina, 11 de diciembre de 1985) es un futbolista argentino juega de enganche, actualmente esta sin club.

## Trayectoria
Los primeros antecedentes profesionales de Gonzalo se remontan a su Córdoba natal, vistiendo la camiseta de Instituto de Córdoba en la temporada 2003-2004 de la Primera B Nacional.
Buen y promisorio debut, ya que desde que pone un pie en la cancha, juega casi todo el torneo, siendo una de las revelaciones de ¨la Gloria¨ en el 2004.
Justamente con los de Alta Córdoba es que consigue el ascenso, al vencer en una final a Almagro, jugando la temporada siguiente en Primera División algunos partidos.
Advirtiendo que la enorme dotación de refuerzos para mantener a Instituto en la élite del fútbol nacional no le permitiría alcanzar la continuidad que necesita, es que decide cruzar la vereda, convirtiéndose en refuerzo de Talleres para la edición 2005-2006 de la B Nacional.
En la ¨T¨ juega casi todo el torneo, destacándose nuevamente, tal cual lo había hecho con Instituto en la misma categoría un par de años atrás.
Al año siguiente es contratado como refuerzo por Los Andes, con la firme misión de sacar al ¨mil rayitas¨ de la Primera B Metropolitana. No solo logra el objetivo ascendiendo por una Promoción, también se muestra como uno de sus grandes artífices. Con los de Lomas juega la siguiente temporada en el Primera B Nacional, emigrando luego al fútbol francés, para jugar desde agosto de 2009 en el Évian Thonon Gaillard FC una temporada.
Concluida la misma, decide regresar al país y es Chacarita Juniors quien se interesa en él. Defiende la tricolor del ¨funebrero¨ en la máxima categoría del ascenso argentino.
Es en 2011 cuando se integra al ¨halcón¨ de Varela y trabaja a las órdenes de Ricardo Rodríguez, convirtiéndose en pieza clave de un Defensa y Justicia que se convierte en equipo sensación de la temporada 2011-2012.
Cuando Rodríguez es tentado por Atlético para calzarse el buzo de DT, no duda en poner el nombre de Gonzalo entre los primeros de la carpeta para su nuevo proyecto futbolístico.
El jugador sin dudarlo da el ¨SI¨ y viaja a Tucumán para vestir los colores del decano, equipo en el que juega en condición de titular casi todo el torneo, junto a figuras de la talla de Gabriel Méndez, Diego Barrado y Luis Rodríguez.
Al finalizar la temporada, mantiene un duro cruce con el club, al no poder cobrar sus cheques y regresa a Defensa y Justicia en esa temporada juega 26 partidos marcando 1 gol. Posteriormente es traspasado a All Boys para jugar en la Primera B Nacional. Su buena campaña en el elenco Blanquinegro lo llevó nuevamente a Europa esta vez al Levadiakos FC de Grecia en el club griego solo participa en 11 partidos y anota 1 tanto. En junio de 2015 se confirma su traspaso al Club de Deportes Iquique equipo que participa en la Primera División Chilena.
Actualmente, acaba de firmar para Sarmiento d Santiago Temple, un club del interior de la Provincia de Córdoba que compite en la Liga Regional de Fútbol de San Francisco.

## Clubes
| Club                 | País      | Año       | PJ | Goles |
| -------------------- | --------- | --------- | -- | ----- |
| Instituto de Córdoba | Argentina | 2003-2005 | 41 | 3     |
| Talleres de Córdoba  | Argentina | 2005-2006 | 33 | 2     |
| Los Andes            | Argentina | 2007-2009 | 82 | 9     |
| Évian FC             | Francia   | 2009-2010 | 17 | 2     |
| Chacarita Juniors    | Argentina | 2010-2011 | 27 | 2     |
| Defensa y Justicia   | Argentina | 2011-2012 | 36 | 6     |
| Atlético Tucumán     | Argentina | 2012-2013 | 36 | 3     |
| Defensa y Justicia   | Argentina | 2013-2014 | 27 | 2     |
| All Boys             | Argentina | 2014      | 15 | 3     |
| Levadiakos FC        | Grecia    | 2014-2015 | 13 | 1     |
| Deportes Iquique     | Chile     | 2015-2018 | 84 | 14    |
| Curicó Unido         | Chile     | 2019-2019 | 9  | 0     |
| Magallanes           | Chile     | 2020-2021 | 14 | 2     |

## Palmarés

### Campeonatos nacionales
| Título               | Club     | País    | Año     |
| -------------------- | -------- | ------- | ------- |
| Championnat National | Évian FC | Francia | 2009-10 |